# Сен-Венсан (Верхняя Гаронна)
Сен-Венса́н (фр. Saint-Vincent, окс. Sent Vincenç) — коммуна во Франции, находится в регионе Юг — Пиренеи. Департамент — Верхняя Гаронна. Входит в состав кантона Вильфранш-де-Лораге. Округ коммуны — Тулуза.
Код INSEE коммуны — 31519.

## География

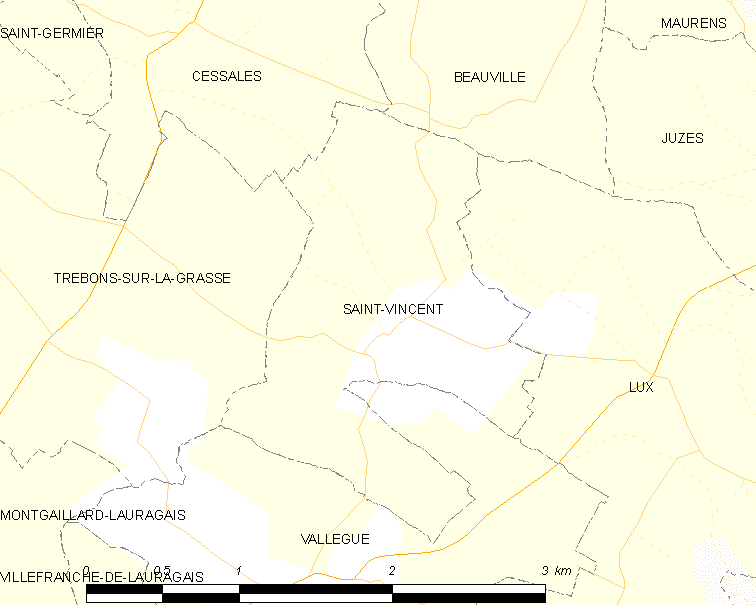
Карта коммуны

Коммуна расположена приблизительно в 610 км к югу от Парижа, в 32 км к юго-востоку от Тулузы.
На севере коммуны протекает река Грас.

## Климат
Климат умеренно-океанический. Зима мягкая и снежная, весна характеризуется сильными дождями и грозами, лето сухое и жаркое, осень солнечная. Преобладают сильные юго-восточные и северо-западные ветры.

## Население
Население коммуны на 2010 год составляло 178 человек.
| 1962 | 1968 | 1975 | 1982 | 1990 | 1999 | 2010 |
| ---- | ---- | ---- | ---- | ---- | ---- | ---- |
| 61   | 47   | 34   | 47   | 60   | 99   | 178  |

## Экономика
В 2010 году среди 114 человек трудоспособного возраста (15—64 лет) 92 были экономически активными, 22 — неактивными (показатель активности — 80,7 %, в 1999 году было 82,0 %). Из 92 активных жителей работали 92 человека (47 мужчин и 45 женщин), безработных не было. Среди 22 неактивных 10 человек были учениками или студентами, 9 — пенсионерами, 3 были неактивными по другим причинам.